# Paddy O'Day
Pour plus de détails, voir Fiche technique et Distribution.
Paddy O'Day est un film américain en noir et blanc réalisé par Lewis Seiler, sorti en 1935.

## Synopsis
Une petite immigrante irlandaise débarquant illégalement sur le sol des États-Unis pour rejoindre sa mère, apprend que celle-ci est morte récemment. Avec l'aide d'amis, elle survit en travaillant comme artiste de spectacle. Mais les inspecteurs de l'immigration traquent les clandestins.

## Fiche technique
- Titre original : Paddy O'Day
- Réalisation : Lewis Seiler
- Scénario : Lou Breslow et Edward Eliscu d'après une histoire de Sonya Levien
- Photographie : Arthur C. Miller
- Montage : Alfred DeGaetano
- Musique : Samuel Kaylin (en) (non crédité)
- Direction artistique : Duncan Cramer (en) et Lewis H. Creber
- Costumes : Helen A. Myron
- Producteur : Sol M. Wurtzel
- Société de production et de distribution : 20th Century Fox
- Pays de production : États-Unis
- Langue d'origine : anglais américain
- Format :noir et blanc — 35 mm — 1,37:1 — son : mono (Western Electric Noiseless Recording)
- Genre : comédie dramatique, musical, romance
- Durée : 73 minutes (1 h 13)
- Dates de sortie :
  - États-Unis : 29 octobre 1935
  - France : 1er octobre 1937

## Distribution
- Jane Withers : Paddy O’Day
- Pinky Tomlin : Roy Ford
- Rita Hayworth (sous le nom de Rita Cansino) : Tamara Petrovitch
- Jane Darwell : Dora
- George Givot : Mischa
- Francis Ford : Tom McGuire
- Vera Lewis : tante Flora
- Louise Carter : tante Jane
- Russell Simpson : Benton
- Michael Visaroff : Popushka Petrovitch

## Production
Jane Withers tournait quatre ou cinq films par an pour le studio Fox depuis le rôle qui l'avait révélée en 1934 dans le film créé pour Shirley Temple : Shirley aviatrice. Cependant, avant la sortie de Paddy O'Day, Jane avait informé la Fox qu'elle ne continuerait pas à travailler à moins que son salaire hebdomadaire ne passât de 150 dollars à mille dollars. La Fox accepta sa demande. 
Dans ce film, Jane Withers fait montre de son talent pour imiter les accents étrangers : elle chante une chanson avec un accent irlandais, et une autre, avec un accent russe.
Le tournage ayant débuté en septembre 1935, l'actrice Rita Hayworth est âgée de dix-sept ans dans ce qui est sa quatrième apparition sur le grand écran. Créditée au générique sous le nom de Rita Cansino, son nom de scène sera changé en Rita Hayworth l'année suivante. Dans ce film, elle exécute elle-même ses danses.